# Martin Hughes-Games
Martin Hughes-Games (* 16. dubna 1956 Bristol) je britský producent a moderátor přírodovědných dokumentů, známý pro svou práci na živě vysílaných pořadech BBC Natural History Unit Springwatch, Autumnwatch a Winterwatch a jejich spin-off pořadů Springwatch Unsprung a Autumnwatch Unsprung. Je také ochráncem přírody.

## Kariéra
Hughes-Games studoval obor zoologie na University of Reading. Po dokončení studia v roce 1978 se věnoval umění ve Fun Palace v bristolském Redlandu, kde žil ve společnosti britských herců Daniela Day-Lewise a Paula McGanna. Získal práci v BBC a postupem času se mu podařilo získat pozici producenta přírodovědných pořadů v BBC Natural History Unit v Bristolu. Mezi jeho významná producentská díla patří sedmidílný dokumentární seriál The Day the Universe Changed z roku 1985, epizoda Out of the Ice ze série Birth of Europe z roku 1991 či dokumentární snímek o škvorech obecných z roku 1994, vysílaný jako součást série Wildlife on One. V roce 1987 režíroval dokumentární cyklus Antenna a dále také produkoval a režíroval epizody The Forging of a New World a The Fifth World of the Aztecs z dokumentární série Spirits of the Jaguar, uvedené v roce 1996.
Mezi lety 2006 a 2008 působil jako producent pořadu Autumnwatch na BBC Two. Následně mu byla nabídnuta role pomocného moderátora pořadů Springwatch a Autumnwatch, které se zhostil v roce 2009 ve společnosti Chrise Packhama, Kate Humble a Simona Kinga. V roce 2012 se stal součástí hlavního moderátorského týmu Springwatch a Autumnwatch s Chrisem Packhamem a Michaelou Strachan, od roku 2013 stejný tým moderoval také pořad Winterwatch. V roce 2018 se Hughes-Games rozhodl pořady opustit. Série Winterwatch z roku 2018 byla jeho poslední.
V roce 2018 byl Hughes-Games za svou práci popularizátora ornitologie oceněn medailí Dilys Breese Medal od organizace British Trust for Ornithology (BTO).

## Vybraná filmografie
Jako producent/režisér
- The Day the Universe Changed (1985)
- Bodymatters (1985)
- Antenna (1987)
- Birth of Europe (1991) – epizoda Out of the Ice
- Wildlife on One (1994) – epizoda Earwig
- Spirits of the Jaguar (1996) – 2 epizody
- Land of the Tiger (1997)
- Wild and Dangerous (1999)
- Steve Leonard's Ultimate Killers (2001)
- Autumnwatch (2006–2008) – 22 epizod
- Simon King's Shetland Diaries (2010) – 1 epizoda

Jako moderátor
- Springwatch (2009–2017)
- Autumnwatch (2009–2017)
- Snow Watch (2010)
- Wild Night In (2010)
- Nature's Miracle Babies (2011)
- Winterwatch (2012–2018)
- Plant a Tree to Save the World (2019)
- Summer on the Farm (2022)